# Spong Hill
Spong Hill es un cementerio anglosajón situado al sur de North Elmham, en Norfolk, Inglaterra. Es el mayor cementerio anglosajón temprano de incineración conocido. El yacimiento consta de un gran cementerio de incineración y de otro más pequeño, del siglo VI, con 57 inhumaciones. Varias de las tumbas de inhumación estaban cubiertas por pequeños túmulos y otras estaban marcadas por el uso de ataúdes.
Las extensas excavaciones del yacimiento y de parte del asentamiento asociado revelaron pruebas de ocupación prehistórica temprana en la cima de la colina, que van desde el Mesolítico a la Edad del Bronce temprana. La excavación del cementerio anglosajón también reveló amplias pruebas de ocupación: recintos y límites de campos de finales de la Edad del Hierro y romanos, un horno de principios de la época romana y un pequeño asentamiento de "casas en zanja" y edificios de postes posiblemente contemporáneos del cementerio.

## Contexto
Spong Hill contiene 2259 cremaciones y 57 inhumaciones. El lugar estuvo en uso durante unos 150 años, durante los cuales fueron enterradas entre 2500 y 3000 personas. Esto implica que sirvió a una población de unas 750 personas, mucho mayor que un único asentamiento contemporáneo, y sugiere que el cementerio dio servicio a varias comunidades locales.
Desde 1711 se han encontrado varias urnas funerarias. En la década de 1950 se realizó una excavación a pequeña escala y en 1968 se llevó a cabo otra investigación. Entre 1972 y 1981 la Dra. Catherine Hills dirigió una excavación a gran escala financiada por el Ministerio de Medio Ambiente.

## Hallazgos notables

### El Hombre de Spong
"El Hombre de Spong" es la tapa de cerámica de una urna funeraria con forma de figura sentada. Desenterrada en 1979, es una de las pocas figuras humanas anglosajonas tridimensionales que ha sido encontradas. La tapa mide 14,3 centímetros de altura.
El Hombre de Spong se expone normalmente en el Museo y Galería de Arte del Castillo de Norwich. Se cedió para la exposición "Reinos anglosajones: Arte, Palabra, Guerra" en la Biblioteca Británica entre 2018 y 2019.

### Urnas estampadas
En tres urnas de cremación del siglo V procedentes del yacimiento de Spong Hill aparece impreso el controvertido término alu cuyo origen parece ser "el mismo sello rúnico" en runas especulares.